# Венский шик
«Венский шик» — ежемесячный журнал мод, выходивший в Санкт-Петербурге с 1899 по 1908 год на русском, французском и немецком языках.
В XIX веке мода в Россию в большинстве случаев приходила из таких европейских столиц, как Париж, Лондон, Вена. Новейшие фасоны одежды модницы Российской империи могли увидеть на страницах иностранных журналов, которые издавались в Санкт-Петербурге в переводе на русский язык.
Издатель-редактор Н. Д. Финкельштейн решил исправить сложившуюся ситуацию и стал выпускать модный журнал, содержавший почти исключительно красочные иллюстрации модной одежды и аксессуаров, с пояснительными к ним текстами.
Журнал пользовался успехом не только у петербуржцев, к его рекомендациям прибегали и провинциальные читатели.

Иллюстрации журнала «Венский шик»

Поэт Демьян Бедный писал:
„Венский шик“! Восторг мещанок!

Налетят, как мотыльки.

„Венский шик“! Мильон приманок.

И цена-то — пустяки!

„Кружева, мадам, как иней:

Прямо тают под рукой!

Разоденетесь графиней

Иль принцессою какой.

Не линяет и не мнется!

Вот с покройчиком другим!“

Говорун-приказчик гнется

Отто Бауэром таким!

Полюбуйтесь этой фирмой!

Буржуазнейший квартал.

Отто Бауэр пред ширмой,

А за ширмой — капитал!